# Meister der Propheten des Schönen Brunnens
Als Meister der Propheten des Schönen Brunnens wird in der Kunstgeschichte der gotische, namentlich nicht bekannte Bildhauer bezeichnet, der von 1385 bis 1392 in Nürnberg tätig war und dort acht Figuren der Propheten für das Mittelgeschoss des Schönen Brunnes geschaffen hat.
Insgesamt bestand der Brunnen aus vierzig farbig bemalten Figuren, die mehrere Künstler zusammen in einer Werkgemeinschaft herstellten. In dieser Gemeinschaft war auch der Bildhauer tätig, der die Figuren der Kurfürsten und Helden des Brunnens geschaffen hat. Dieser Meister der Helden des Schönen Brunnens und der Meister der Propheten des Schönen Brunnens gelten als die zwei bedeutendsten Künstler des Brunnens.
Die Figuren des Brunnens waren aus Sandstein erstellt und verwitterten, bereits 1540 wurden einige Standbilder restauriert und insbesondere von 1821 bis 1824 Figuren wiederhergestellt oder ersetzt und die Originale in das Germanische Nationalmuseum in Nürnberg gebracht. Von den ursprünglichen Propheten sind nur Fragmente erhalten. Drei bärtige Prophetenköpfe sind in der Skulpturensammlung der Staatlichen Museen zu Berlin und Fragment eines Kopfes sowie andere Fragmente im Germanischen Nationalmuseum.
Man vermutet, dass das Werk des Meister der Propheten durch zeitgenössische Bildhauerei aus Prag beeinflusst wurde, Nürnberg lag auf der mittelalterlichen Handelsroute nach Böhmen und der Meister hat wohl den fortschrittlichen Stil der Prager Domhütte bei seinen Arbeiten angewendet. Seine Figuren waren weltliche Bildhauerei und zeigen, wie nun die Bürger der Stadt künstlerisch bedeutende Arbeiten für einen öffentlichen Platz in Auftrag geben und nicht mehr nur kirchliche Arbeiten stiften.
Insgesamt gelten alle Figuren sowie die Gesamtkomposition des Brunnens als ein Höhepunkt der Nürnberger Spätgotik.